# Маризвил (Пенсилванија)
Маризвил (енгл. Murrysville) општина је у америчкој савезној држави Пенсилванија. По попису становништва из 2010. у њему је живело 20.079 становника.

## Демографија
Према попису становништва из 2010. у граду је живело 20.079 становника, што је . (.%) становника више него 2000. године.
| Група             | 2000.  | 2010.          |
| Белци             | . (.%) | 18.650 (92,9%) |
| Афроамериканци    | . (.%) | 167 (0,8%)     |
| Азијати           | . (.%) | 884 (4,4%)     |
| Хиспаноамериканци | . (.%) | 202 (1,0%)     |
| Укупно            | .      | 20.079         |